# Radarquerschnitt
Der Radarquerschnitt, in manchen Veröffentlichungen auch als Rückstrahlfläche oder effektive Reflexionsfläche und in englisch radar cross section (RCS), in manchen Quellen auch als englisch equivalent echoing area bezeichnet, gibt an, wie groß die Reflexion einer Funkwelle (Radar) durch einen Gegenstand zurück in Richtung der Quelle ist. Er gibt die Größe einer isotrop reflektierenden Fläche an, die ein gleich hohes Radarecho wie der Gegenstand liefert.
Der Radarquerschnitt ist eine objektspezifische Größe, die auf die Entdeckungswahrscheinlichkeit eines Objektes durch ein Radargerät wesentlichen Einfluss hat. Er ist abhängig von der Form des Gegenstandes, der Materialbeschaffenheit sowie von Wellenlänge und Einfalls- und Ausfallswinkel der Strahlung. In der Radargleichung wird die Rückstrahlfläche mit dem griechischen Buchstaben σ (sigma) bezeichnet, sie hat die Maßeinheit Quadratmeter.
Ein hoher Radarquerschnitt ist beispielsweise für zivile Schiffe, Bojen (Seezeichen), Brückendurchfahrten oder Wetterballons erwünscht, um sie besser orten zu können, und wird oft mit zusätzlich am Objekt angebrachten Radarreflektoren erreicht. Ein geringer Radarquerschnitt ist hingegen bei militärischen Anwendungen wie beispielsweise einem militärischen Flugkörper erwünscht, da ein Flugzeug mit einem geringen Radarquerschnitt für gegnerische Radaranlagen schwerer zu entdecken ist als ein gleich großes Flugzeug mit größerem Radarquerschnitt. Zur Verringerung des Radarquerschnitts werden Tarnkappentechniken eingesetzt, deren konkrete Ausführungen in der Regel als militärisches Geheimnis gelten.

## Bezugsgröße

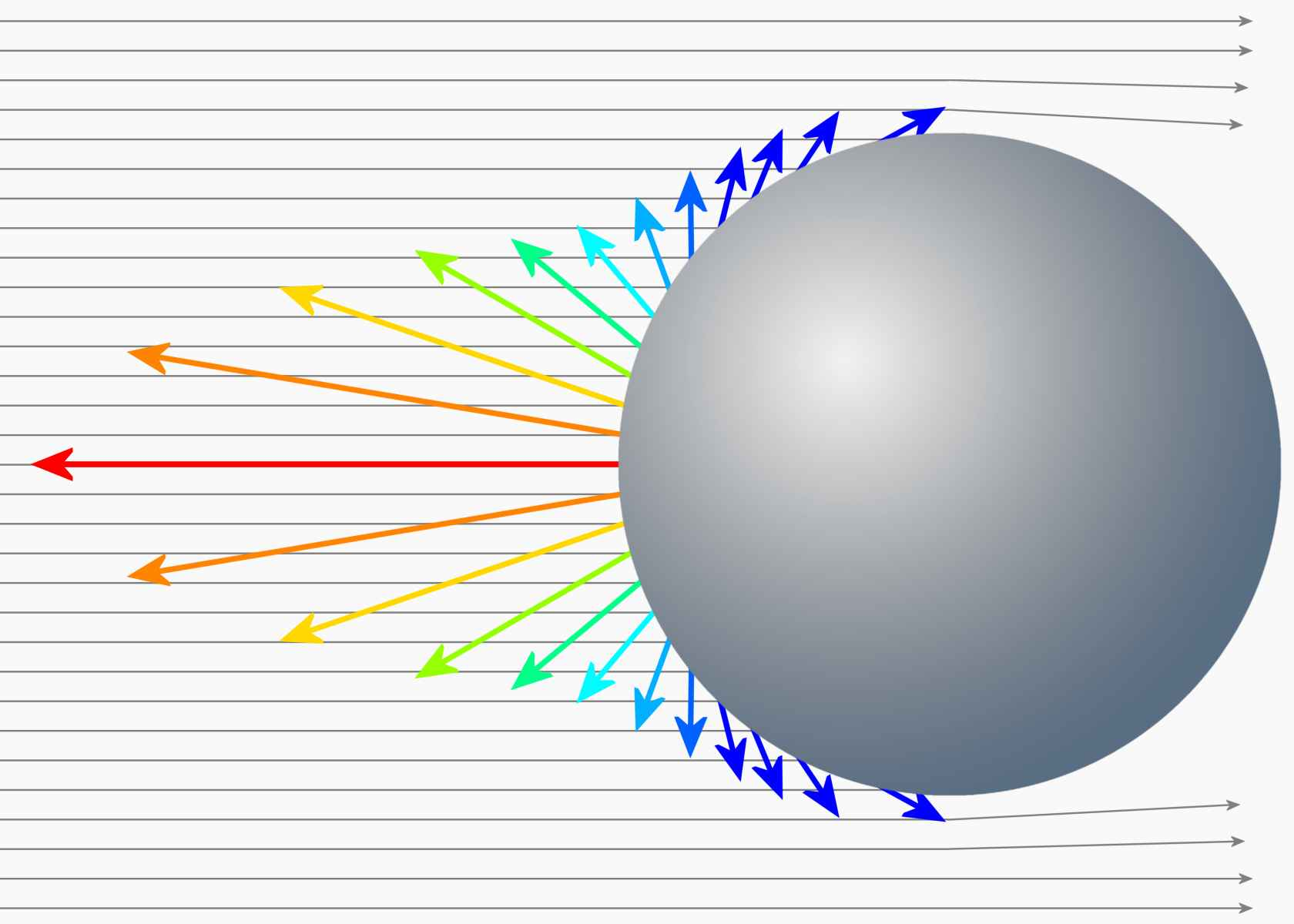
Von der isotropen Referenz (kugelförmiger Reflektor) kann nur ein sehr kleiner Anteil der Oberfläche bei der Retroreflexion wirksam sein. Der größte Anteil wird in Richtungen gelenkt, die vom Radargerät nicht genutzt werden können.

Als Referenz wird ein kugelförmiger Reflektor mit einer ideal leitenden Oberfläche angegeben, dessen Parallelprojektion auf eine Ebene senkrecht zur Projektionsrichtung (bildlich also dessen Schatten auf dieser Ebene) eine Fläche von einem Quadratmeter aufweist. Diese kreisförmige Fläche hat einen Durchmesser von etwa 1,13 m. Von diesem Referenzreflektor ist jedoch nur eine sehr kleine Fläche als Rückstrahler wirksam: es sind nur wenige Quadratzentimeter genau in der Mitte, welche die ankommende Sendeenergie in die Richtung des Radargerätes zurück reflektieren können. Alle anderen Flächen dieser Kugel verteilen die ankommende Energie im Raum in andere Richtungen, sie sind also an der Retroreflexion nicht beteiligt. Allerdings hat diese Referenz den Vorteil, dass sie richtungsunabhängig ist: sie reflektiert in alle Richtungen gleich gut.
Der Radarquerschnitt ist das Verhältnis der zurückgestrahlten Leistung dieses kugelförmigen Reflektors zu der Leistung, die von einem zu untersuchenden, oft unregelmäßig geformten Reflektor zum Radargerät zurück gestrahlt wird. Diese Leistung ist proportional zu der Fläche des isotropen Reflektors, jedoch nicht proportional zur geometrischen Fläche des unregelmäßig geformten Reflektors.
Da von der Referenz nur ein sehr kleiner Teil der Fläche wirksam ist, erscheint als Ergebnis oft eine Fläche, die wesentlich größer ist als die geometrischen Abmessungen des zu untersuchenden Reflektors. Die oftmals sehr großen Zahlenwerte der Rückstrahlfläche von Winkelreflektoren, je nach Größe und Aufbau sind Werte des Radarquerschnittes von über 10.000 m² üblich, können auch logarithmisch als Dezibelwert dBm² angegeben werden und beziehen sich auf den Bezugswert von 1 m².

## Messung

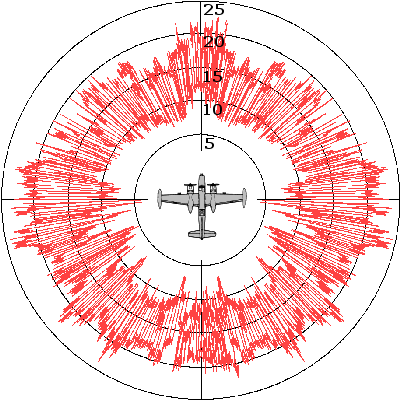
Diagramm der experimentell ermittelten, winkelabhängigen relativen Rückstrahlfläche des Bombers Douglas B-26 bei 3 GHz

Die Messung des Radarquerschnitts eines Objekts geschieht typischerweise mit Radargeräten. Sie kann im Freiland oder in einer Absorberkammer durchgeführt werden, die elektromagnetische Wellen der betreffenden Frequenz vollständig absorbiert.
| Radarquerschnitt [m²] | Gegenstand                                                           |
| --------------------- | -------------------------------------------------------------------- |
| ≈00.000,00001         | Insekt                                                               |
| ≈00.000,0002          | Flugzeuge mit Tarnkappentechnik am Beispiel der Lockheed Martin F-22 |
| ≈00.000,01            | Vogel                                                                |
| 00.00<0,1             | Flugzeuge mit Tarnkappentechnik                                      |
| 00.00≈0,1             | Flugabwehrraketen                                                    |
| ≈00.001               | Mensch                                                               |
| ≈00.002–3             | Kleines Kampfflugzeug                                                |
| ≈00.005–6             | Großes Kampfflugzeug                                                 |
| 00.<100               | Transportflugzeug                                                    |
| ≈00.300–4.000         | Küstenmotorschiff (55 m Länge)                                       |
| ≈05.000–100.000       | Fregatte (103 m Länge)                                               |
| ≈10.000–80.000        | Containerschiff (212 m Länge)                                        |
| ≈20.000               | Winkelreflektor mit 1,5 m Kantenlänge                                |

## Berechnung
Die Rückstrahlfläche ist von vielen Faktoren abhängig. Eine analytische Bestimmung der Rückstrahlfläche ist nur bei einfachen Körpern möglich. Sie ist abhängig von der Körperform und der Wellenlänge oder, besser gesagt, vom Verhältnis der Strukturabmessungen des Körpers zur Wellenlänge. Quantitativ gibt der Radarquerschnitt eine effektive Fläche an, die die einlaufende Welle einfängt und isotrop in den Raum abstrahlt. Diese Formeln gelten nur für den optischen (frequenzunabhängigen) Bereich, also für Objekte, deren Abmessungen mindestens zehnmal größer als die Wellenlänge sind. Haben die Objekte annähernd die Abmessung der Wellenlänge des anstrahlenden Radarstrahls, kommt es zu Resonanzerscheinungen, die den Radarquerschnitt deutlich erhöhen. In drei Dimensionen ist der Radarquerschnitt {\displaystyle \sigma } definiert als:
{\displaystyle \sigma =4\pi R^{2}{\frac {P_{\text{s}}}{P_{\text{i}}}}}
Dabei ist {\displaystyle P_{\text{i}}} die Leistungsdichte auf dem Radarziel und {\displaystyle P_{\text{s}}} die gestreute Leistungsdichte in einem Abstand {\displaystyle R} vom Radarziel.
Alternativ lässt sich schreiben:
{\displaystyle \sigma =4\pi R^{2}{\frac {|E_{\text{s}}|^{2}}{|E_{\text{i}}|^{2}}}}
mit
{\displaystyle E_{\text{i}}} – eingestrahlte Feldstärke
{\displaystyle E_{\text{s}}} – gestreute Feldstärke
Einfache Formen haben, wenn sie groß gegenüber der Wellenlänge {\displaystyle \lambda } sind, folgende theoretische Radarquerschnitte {\displaystyle \sigma }:
Kugel mit dem Radius {\displaystyle r}:
{\displaystyle \sigma =\pi \cdot r^{2}}
Quer zur Strahlrichtung stehende Platte (ausgerichteter Planspiegel) mit der Fläche {\displaystyle A}:
{\displaystyle \sigma ={\frac {4\pi \cdot A^{2}}{\lambda ^{2}}}}
Winkelreflektor (Retroreflektor) aus drei Quadratflächen mit den Seitenlängen {\displaystyle a}:
{\displaystyle \sigma ={\frac {12\pi \cdot a^{4}}{\lambda ^{2}}}}
Anstelle von Messungen ist es heute üblich, den Radarquerschnitt durch Computersimulationen zu berechnen. So ist es bereits in der Entwurfsphase der Entwicklung von Militärflugzeugen oder anderen Radarzielen möglich, den Radarquerschnitt zu relativ geringen Kosten zu berechnen und entsprechend zu optimieren.

## Verringerung des Radarquerschnitts

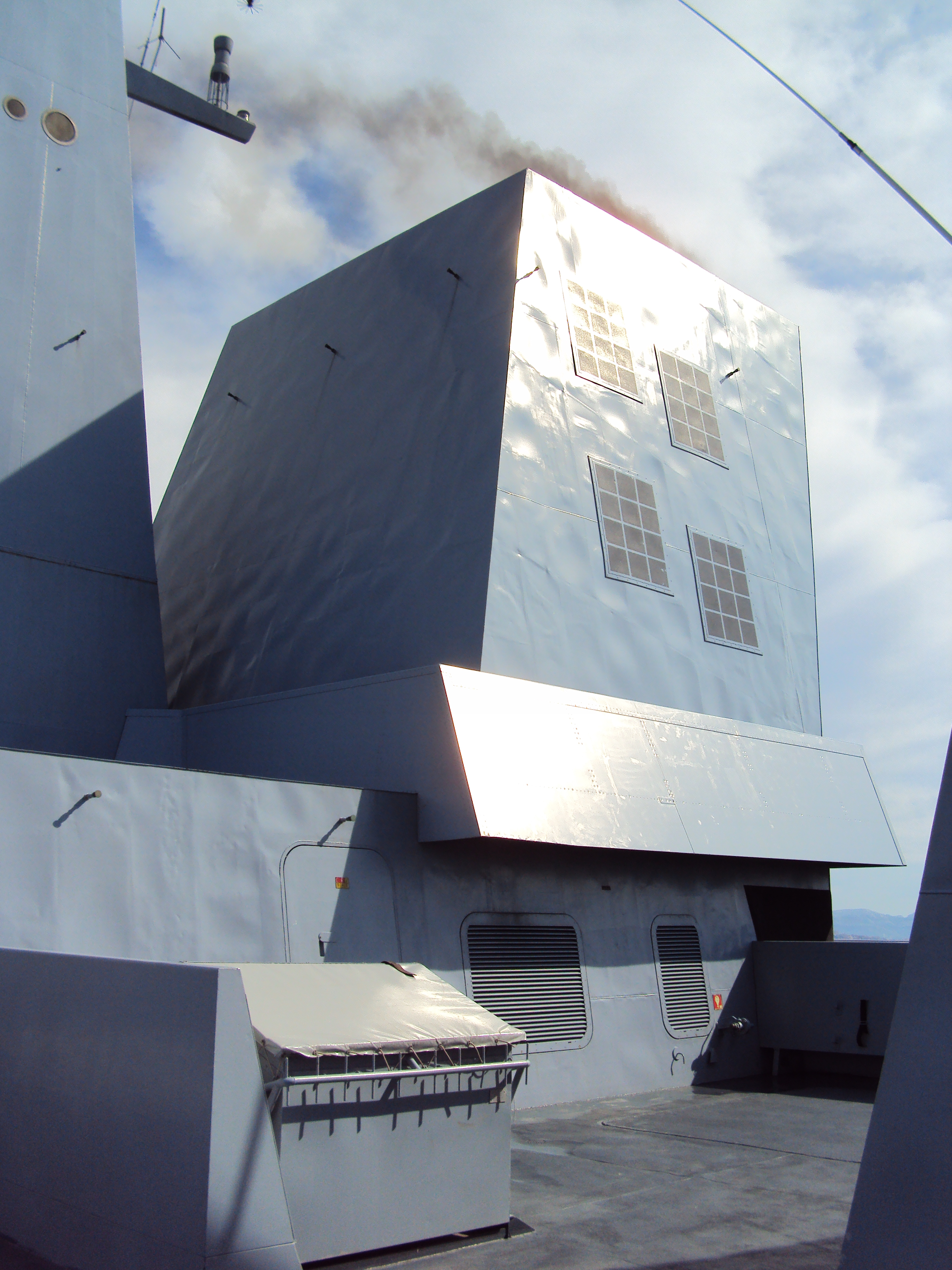
Aufbau auf einem Kriegsschiff mit kleinem Radarquerschnitt. Typisch sind die ebenen Flächen und nach außen gerichtete Ecken, welche einen kleinen Radarquerschnitt aufweisen

### Passive Verfahren
Die Verringerung des Radarquerschnitts kann grundsätzlich durch
- die Formgebung
- die Verwendung absorbierenden Materials (in Harz gebundene Ferrit- oder Graphitpartikel)
- durchlässiges Material (Plastwerkstoffe)

erzielt werden.
Die (geringe) Reflexion an dielektrischen Stoffen kann analog zu optischen Verfahren wie Antireflexionsschicht durch geeignete Schichtdicken unterschiedlicher Materialarten zusätzlich verringert werden, allerdings ist die Wirkung wellenlängenabhängig.
Ein Militärflugzeug wie etwa die Lockheed F-117 besitzt nicht nur eine Mikrowellen absorbierende Oberfläche, sondern auch eine Formgebung, die verhindert, dass Radarstrahlung zum Sender reflektiert wird: man verwendet gerade Flächen – die Wahrscheinlichkeit, dass sie senkrecht zur Quelle stehen, ist gering. Man vermeidet Innenkanten / Innenecken sowie jegliche Teile aus Metall an der Außenhaut. Besonders rechtwinkelige Innenecken aus Metall führen in einem weiten Bereich zu einer fast vollständigen Reflexion der eintreffenden Strahlung zum Sender.

### Aktive Verfahren
Eine aktive Verringerung des Radarquerschnittes basiert auf destruktiver Interferenz. Das Radarsignal wird empfangen und mit fast gleicher Amplitude, aber um etwa 180° phasenversetzt wieder ausgesendet. Die Verstärker dazu arbeiten mit sehr geringer Verstärkung, um eine Selbsterregung zu vermeiden, sie gleichen also nur die Verluste der Antennen aus und drehen die Phase. Dieses Verfahren wird vor allem bei VHF-Radar angewendet. 

## Erhöhung des Radarquerschnittes

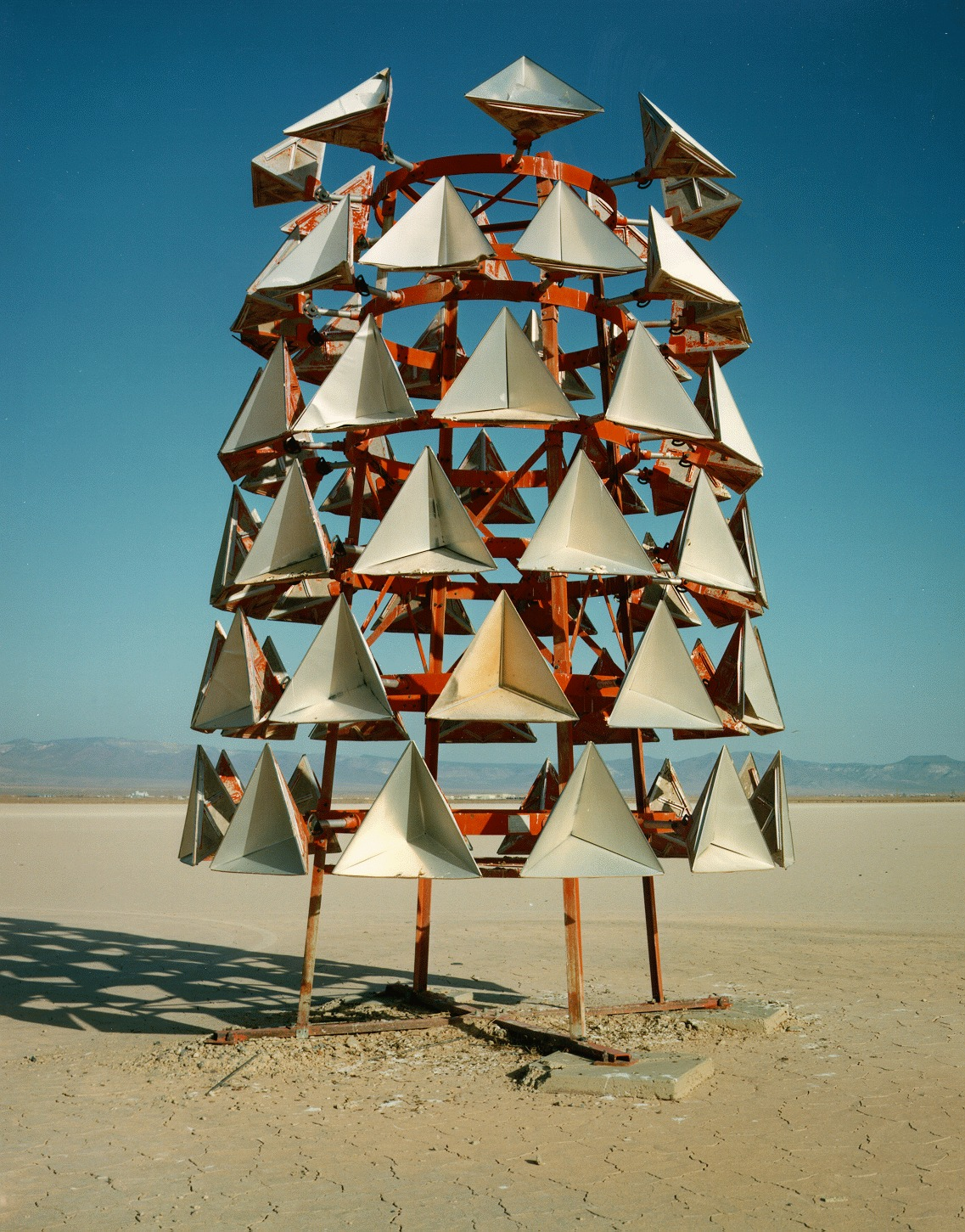
Winkelreflektoren für die Flugnavigation mit hohem Radarquerschnitt

### Passive Verfahren
U. a. in der zivilen Seefahrt, bei zivilen und militärischen Häfen und Flughäfen, an Seezeichen und Bojen, an Brückendurchfahrten und auch an Wetterballons werden Maßnahmen zur Erhöhung des Radarechos eingesetzt. Ziel ist es, sicher zu navigieren, zu orten und die Seewege zu koordinieren. Dazu werden Winkelreflektoren eingesetzt, die den Radarquerschnitt auf das Vieltausendfache ihrer geometrischen Fläche vergrößern.
Generell besitzen Gegenstände aus Metall ein höheres Radarecho als Nichtmetalle. Bereits relativ kleine Metallteile können daher eine Erhöhung des Radarquerschnittes bewirken, um z. B. ein Boot mit einem Kunststoffrumpf auf dem Radar sichtbar zu machen. Oft werden von solchen kleinen Booten kleine Radarziele mit Abmessungen im Zentimeterbereich mitgeführt, die im von Radaranlagen oft genutzten X-Band (ca. 6…12 GHz) bzw. im I-Band (Europa, 8…10 GHz) als resonanter Sekundärstrahler bereits ein erhöhtes Echo liefern und erst bei kürzeren Wellenlängen aufgrund ihrer Formgebung als Winkelreflektor wirken.

### Aktive Verfahren
Es werden auch Radarreflektoren angeboten, die nach dem Transponderprinzip oder als Repeaterjammer arbeiten. Das Radarsignal wird empfangen und auf gleicher Frequenz verstärkt wieder ausgesendet. Diese Geräte bieten auch die Möglichkeit, dass zusätzlich ein akustischer Signalton der Besatzung die Erfassung durch ein Radargerät signalisiert. Einfachste Versionen verwenden ein aktives van Atta Array.
Die durch den Empfang und die Verarbeitung dem Radarecho auferlegte Zeitverzögerung darf nur einige Mikrosekunden betragen, um das Ziel auf dem Radarschirm nicht in allzu falscher Entfernung darzustellen. Dabei kann das empfangene Signal analysiert und die Antwort zeitsynchron eine Impulsfolgeperiode später wieder ausgesendet werden, was allerdings für einfache aktive Radarreflektoren ein unnötig großer Aufwand wäre.